# Zirə Futbol Klubu
Zira FK é uma equipe azeri de futebol com sede em Baku. Disputa a primeira divisão do Azerbaijão, aPremyer Liqası.
Seus jogos são mandados no Zira Olympic Sport Complex Stadium, que possui capacidade para 1.500 espectadores.

## História
O Zira FK foi fundado em 28 de julho de 2014 e imediatamente entrou para a Segunda Divisão do Azerbaijão.
Apesar de ter terminado em 2º na sua temporada inaugural na Premyer Liqası, o clube não foi autorizado a competir na Liga Europa. 

### História nacional
| Temporada | Liga | Liga | Liga | Liga | Liga | Liga | Liga | Liga | Liga | Copa do Azerbaijão | Artilheiro na Liga | Artilheiro na Liga | Técnico            |
| Temporada | Div. | Pos. | J    | V    | E    | D    | GP   | GC   | PG   | Copa do Azerbaijão | Nome               | Gols               | Técnico            |
| --------- | ---- | ---- | ---- | ---- | ---- | ---- | ---- | ---- | ---- | ------------------ | ------------------ | ------------------ | ------------------ |
| 2014-15   | II   | 5º   | 30   | 19   | 6    | 5    | 61   | 19   | 63   | Quartas de final   |                    |                    | Bahram Shahguliyev |
| 2015-16   | I    | 2º   | 36   | 17   | 11   | 8    | 42   | 31   | 62   | Quartas de final   | Nelson Bonilla     | 14                 | Adil Shukurov      |

## Elenco atual
Última atualização: 24 de abril de 2025.